# Игра теней (сериал)
«Игра теней» (англ. Shadowplay) — канадско-германский исторический телесериал, премьера которого состоялась 30 октября 2020 года. Главные роли в нём сыграли Тейлор Китч, Логан Маршалл-Грин, Нина Хосс.

## Сюжет
Действие сериала происходит в 1946 году в разрушенном войной Берлине. Американский детектив Макс Маклоклин приезжает в этот город, чтобы помочь в создании новой полиции. Главная его цель — поймать главаря банды Вернера Гладова и (втайне от начальства) найти своего пропавшего брата Морица, который охотится на нацистов.
Главные герои получили свои имена в честь персонажей немецкой иллюстрированной книги для детей «Макс и Мориц: история семи мальчишеских шалостей», впервые опубликованной в XIX веке. Эта книга играет важную роль в сюжете.

## В ролях
- Тейлор Китч — Макс МакЛоклин.
- Логан Маршалл-Грин — Мориц.
- Нина Хосс — Эльзи Гартен.
- Таппенс Мидлтон — Клэр Франклин.
- Майкл Си Холл — Том Франклин.
- Мартин Вуттке — Карл Хайнлайн.
- Себастьян Кох — доктор Герман Гладов[3].

## Создание и оценки
Сценарий для «Игры теней» написал швед Манс Марлинд, проект продюсировали компании Tandem Productions и Bron Studios. Главные роли сыграли Тейлор Китч, Логан Маршалл-Грин, Нина Хосс. Германию времён Второй мировой войны снимали в Праге и её окрестностях. Декорации разрушенного Берлина были воссозданы на месте старого сахарного завода и бывшей шахты.
Премьера сериала состоялась 30 октября 2020 года. 18 августа 2021 года «Игра теней» появилась на Netflix.
Эд Пауэр из The Daily Telegraph оценил «Игру теней» на четыре звезды из пяти, Кайли Нортовер из The Sydney Morning Herald — на три. Урсула Шеер из Frankfurter Allgemeinen Zeitung, отозвавшись неоднозначно о сериале в целом, признала актёрский коллектив «выдающимся». Карстен Хайдбемер из журнала Stern назвал «Игру теней» обязательной к просмотру и провёл аналогии с «Третьим человеком», «Германией, годом нулевым» и «Бесславными ублюдками».